# Parkville (Victoria)
Pour les articles homonymes, voir Parkville.
Parkville est une banlieue du centre-ville de Melbourne, dans l'État de Victoria (Australie).
Parkville est établie à 3 km au nord du quartier central des affaires de Melbourne. Ses zones de gouvernement local sont les villes de Melbourne et de Moreland.

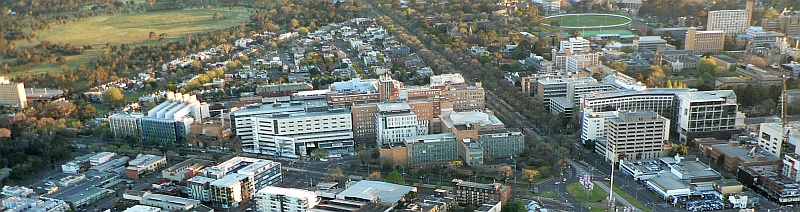
Vue aérienne de Parkville vers le nord, avec le Royal Park (en haut à gauche) ; l'Hôpital Royal de Melbourne (centre gauche) ; le Royal Parade (au centre) et le campus de l'Université de Melbourne (à droite).

## Géographie
Parkville est bordée par North Melbourne au sud-ouest, Carlton et Carlton North au sud et à l'est, Brunswick au nord (où une partie de Parkville se trouve dans la ville de Moreland) et Flemington à l'ouest. La banlieue comprend les codes postaux 3052 et 3010 (Université).

## Population
Au recensement de 2016, Parkville comptait 7 409 habitants.

## Enseignement
Parkville est un important centre d'éducation, de recherche et de soins de santé et abrite l'Université de Melbourne et collèges résidentiels associés, la faculté de pharmacie de l'Université Monash Parkville Campus (anciennement Victorian College of Pharmacy), le Royal Melbourne Hospital, le Royal Women's Hospital, le Royal Children's Hospital, le Victorian Comprehensive Cancer Center et le CSL.